# Gliese 208
Gliese 208 eller HD 245409, är en dubbelstjärna belägen i den norra delen av stjärnbilden Orion, som också har variabelbeteckningen V2689 Orionis. Den har en genomsnittlig skenbar magnitud av ca 8,9 och kräver ett mindre teleskop för att kunna observeras. Baserat på parallax Gaia Data Release 1 på ca 87,66 mas, beräknas den befinna sig på ett avstånd på ca 37 ljusår (11,4 parsek) från solen. Den rör sig bort från solen med en heliocentrisk radialhastighet på ca 22 km/s. Den är en extremt vid dubbelstjärna tillsammans med 2MASS J0536+1117, en M4-stjärna separerad med 2,6 bågminuter (minst 0,028 ljusår)

## Egenskaper
Primärstjärnan Gliese 208 är en röd till orange (röd dvärg) i huvudserien av spektralklass M0.0 Ve. Spektraltypen har angivits på olika sätt mellan K6 och M1 Två av de senaste observationerna ger en statistiskt beräknad spektraltyp av K7.9 eller en mer traditionell klassificering av M0.0 Ve. Den är en sval dvärgstjärna och förmodligen en spektroskopisk dubbelstjärna. Den har en massa som är lika med ca 0,65 solmassa, en radie som är ca 0,60 solradie och utsänder energi från dess fotosfär motsvarande ca 0,08 gånger solen vid en effektiv temperatur av ca 4 000 K.

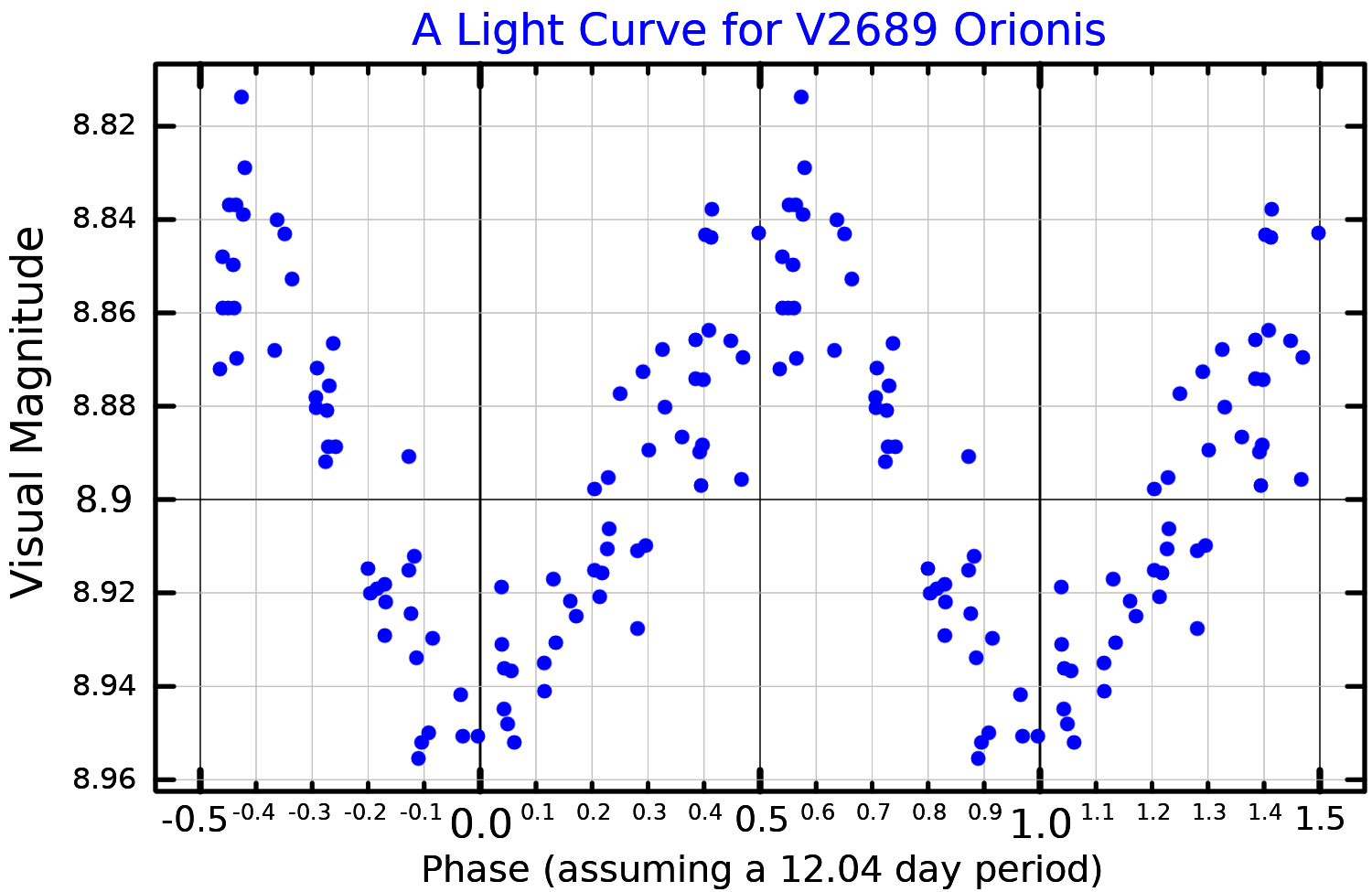
Ljuskurva i visuella bandet för V2689 Orionis, plottad efter Kiraga (2012).

Gliese 208 är ett RS Canum Venaticorum-variabel, en snäv dubbelstjärna, som visar små amplitudförändringar i ljusstyrkan orsakade av kromosfärisk aktivitet. Dess visuella magnitud varierar med ungefär en fjärdedels magnitud med en period av 12,285 dygn.